# Robin Szolkowy
 Robin Szolkowy [ʃɔlˈkoːviː] (* 14. Juli 1979 in Greifswald) ist ein ehemaliger deutscher Eiskunstläufer im Paarlauf und jetziger Trainer und Sportfunktionär. Mit seiner Eiskunstlaufpartnerin Aljona Savchenko wurde er fünfmal Welt- und viermal Europameister.

## Leben
Robin Szolkowy wurde in Greifswald geboren. Seine Mutter, eine Krankenschwester, lernte seinen Vater, einen tansanischen Medizinstudenten, kennen, als dieser in Greifswald studierte. Obwohl Szolkowy seinen Vater von Bildern her kannte, kam es bis zum März 2008 zu keinem Treffen. Als Szolkowy vier Jahre alt war, zog seine Mutter mit ihm nach Erfurt, wo er mit dem Eiskunstlaufen bei Ilona Schindler begann. Zunächst war er wie seine Trainingskollegen Silvio Smalun und Stefan Lindemann Einzelläufer, wechselte mit 16 Jahren aber zum Paarlauf.

## Paarlauf-Karriere

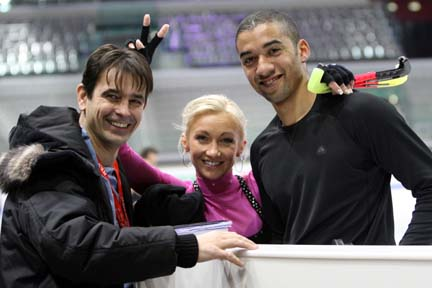
Robin Szolkowy und Aljona Savchenko mit ihrem Trainer Ingo Steuer

Szolkowys erste Partnerin war Johanna Otto. Ab 1997 startete er mit Claudia Rauschenbach, der Tochter von Anett Pötzsch, und wurde mit ihr 2001 deutscher Paarlaufmeister. Das Paar trainierte bei Monika Scheibe in Chemnitz und trat für den Chemnitzer Eislauf-Club an. Als Rauschenbach ihre Karriere beendete, blieb Szolkowy anderthalb Jahre ohne Partnerin und hielt sich mit Synchroneiskunstlauf bei der Chemnitzer Formation Skating Mystery fit, bis ihm Ingo Steuer empfahl, es mit der Juniorenweltmeisterin im Paarlauf von 2000, der Ukrainerin Aljona Savchenko, zu probieren. Ihr Probetraining im Mai 2003 in Chemnitz verlief erfolgreich. Drei Monate später zog Savchenko nach Deutschland und das Eiskunstlaufpaar trainierte nun unter Ingo Steuer. Savchenko und Szolkowy gewannen 2004 auf Anhieb die Deutsche Meisterschaft.

### Saison 2004/2005
Beim Cup of Russia hatten Savchenko und Szolkowy im November 2004 in Moskau ihr Grand-Prix-Debüt und beendeten es auf dem Bronzerang.
Im Jahr 2005 hatten die amtierenden deutschen Paarlaufmeister dann ihr gemeinsames Debüt bei Welt- und Europameisterschaften, das sie als Sechste, bzw. Vierte abschlossen.

### Saison 2005/2006
Im Oktober 2005 gewannen sie mit Skate Canada ihren ersten Grand-Prix-Wettbewerb und qualifizierten sich damit für ihr erstes Grand-Prix-Finale, das sie mit dem Gewinn der Bronzemedaille abschlossen.
Ihre erste Medaille bei einer bedeutenden internationalen Meisterschaft folgte im Januar 2006. Sie wurden in Lyon Vize-Europameister hinter den Russen Tatjana Totmjanina und Maxim Marinin.
Aljona Savchenko hatte am 29. Dezember 2005 die deutsche Staatsbürgerschaft bekommen und somit konnte das Eiskunstlaufpaar nun an seinen ersten gemeinsamen Olympischen Spielen teilnehmen. Die Teilnahme wurde jedoch wegen der Stasi-Vorwürfe gegen ihren Trainer Ingo Steuer erheblich erschwert. Steuer war vom olympischen Team ausgeschlossen worden und musste sich die Teilnahme gerichtlich erstreiten. Savchenko und Szolkowy beendeten ihr Olympiadebüt in Turin trotz aller Querelen auf dem sechsten Platz. Dieses Ergebnis wiederholten sie bei der nachfolgenden Weltmeisterschaft.
Das Innenministerium übte wegen der Stasi-Vergangenheit Steuers weiterhin Druck auf den deutschen Eislaufverband aus. Dies führte dazu, dass Steuer keine Akkreditierung für die bevorstehenden Turniere bekommen sollte, die Justiz gab Steuer aber Recht. Dennoch kostete die weitere Zusammenarbeit mit Steuer Robin Szolkowy seine Anstellung bei der Bundeswehr und die finanzielle Unterstützung. Dies konnte durch private Sponsoren und Fans ausgeglichen werden, sodass das Paar weitermachen konnte.

### Saison 2006/2007
Sportlich unbeeindruckt gewannen Savchenko und Szolkowy im November 2006 beim Cup of Russia und qualifizierten sich erneut für das Grand-Prix-Finale, bei dem sie die Silbermedaille errangen.
Am 24. Januar 2007 wurden sie in Warschau Europameister. Dabei distanzierten sie die russischen Silbermedaillengewinner Marija Petrowa und Alexei Tichonow um fast 20 Punkte. Es war der erste Europameisterschaftstitel für ein deutsches Paar, seit 1995 ihr Trainer Ingo Steuer mit Partnerin Mandy Wötzel gewonnen hatte.
Bei der Weltmeisterschaft in Tokio errangen sie mit Bronze hinter den beiden chinesischen Paaren Shen Xue und Zhao Hongbo sowie Pang Qing und Tong Jian ihre erste Weltmeisterschaftsmedaille. Es war die erste Medaille eines deutschen Paares bei einer Weltmeisterschaft seit der Bronzemedaille von Peggy Schwarz und Mirko Müller 1998.

### Saison 2007/2008

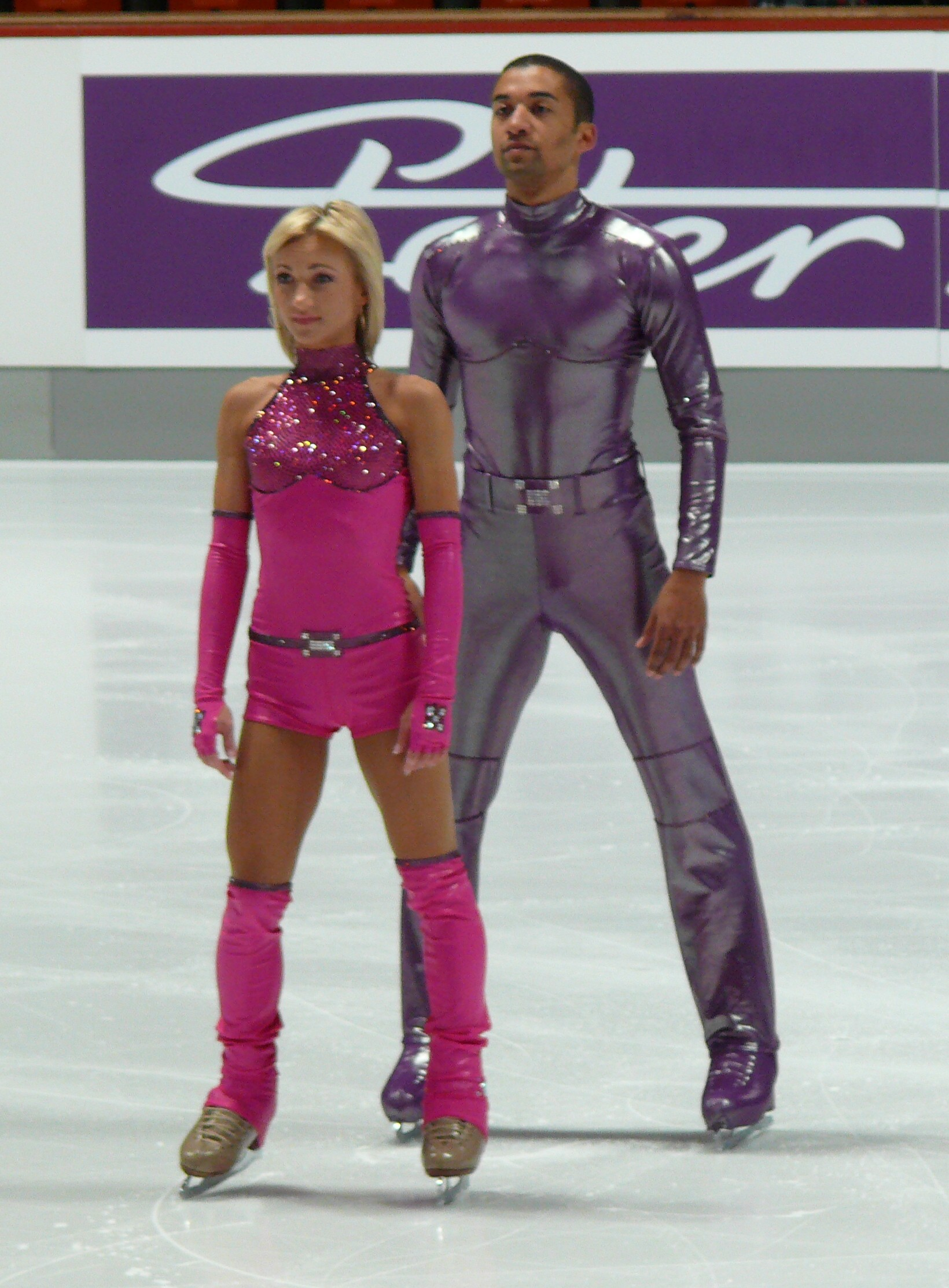
Savchenko und Szolkowy bei der Nebelhorn Trophy 2008

Die Saison 2007/08 wurde die bisher erfolgreichste Saison des Eiskunstlaufpaares. Es gewann bei Skate Canada und der NHK Trophy, qualifizierte sich somit für das Grand-Prix-Finale und gewann dieses zum ersten Mal. Sie waren damit das einzige deutsche Paar nach Mandy Wötzel und Ingo Steuer, das das Grand-Prix-Finale gewinnen konnte.
Bei den Deutschen Meisterschaften am 6. Januar 2008 durchbrachen Savchenko und Szolkowy mit 214,67 Punkten erstmals die 200-Punkte-Marke. Dies hätte Weltrekord bedeutet, doch gehen nationale Meisterschaften nicht in die Wertung der Internationalen Eislaufunion ein.
Im Januar 2008 verteidigten sie bei der Europameisterschaft in Zagreb ihren Titel und übertrafen nun auch offiziell die 200-Punkte-Marke. Sie hatten auf die zweitplatzierten Russen Marija Muchortowa und Maxim Trankow fast 33 Punkte Vorsprung.
Im März 2008 wurden Aljona Savchenko und Robin Szolkowy in Göteborg zum ersten Mal Weltmeister. Sie verwiesen die Chinesen Zhang Dan und Zhang Hao, die nach dem Kurzprogramm noch in Führung gelegen hatten, auf den zweiten Platz. Es war der erste Weltmeisterschaftstitel für ein deutsches Paar seit Mandy Wötzel und Ingo Steuer 1997 in Lausanne.

### Saison 2008/2009
Die Saison 2008/09 begann mit Siegen bei Skate America und der Trophée Eric Bompard. Beim Grand-Prix-Finale reichte es allerdings nur zur Bronzemedaille.
Nachdem Savchenko und Szolkowy zum sechstenmal in Folge deutsche Paarlaufmeister geworden waren, gewannen sie im Januar 2009 in Helsinki zum dritten Mal in Folge die Europameisterschaft.
Zwei Monate später in Los Angeles gelang beiden auch der erneute Gewinn der Goldmedaille bei der Weltmeisterschaft. Sie gewannen sowohl das Kurzprogramm als auch die Kür und lagen mit persönlicher Bestleistung am Ende fast 17 Punkte vor den Chinesen Zhang/Zhang. Damit waren Savchenko und Szolkowy das erste deutsche Paar seit Marika Kilius und Hans-Jürgen Bäumler (1963 und 1964), das seinen WM-Titel erfolgreich verteidigte.

### Saison 2009/2010
Die Saison 2009/10 wurde zur problematischsten ihrer Karriere. Nachdem sie bei der Trophée Eric Bompard das Kurzprogramm gewonnen hatten, aber in der Kür zahlreiche schwere Fehler machten, die sie auf den dritten Rang zurückwarfen, schlug Trainer Ingo Steuer vor, ihre geplante Kür zu „You’ll Never Walk Alone“ zu verwerfen und eine neue zu erstellen. Obwohl sie seit Mai 2008 daran gearbeitet hatten, fühlten sie sich mit dieser Kür nicht wohl. Savchenko meinte, dass die Kür einfach nicht zu ihnen passe. Die neue Kür wurde zur Filmmusik von Out of Africa choreografiert.
Bei Skate Canada gewannen sie sowohl das Kurzprogramm als auch die Kür und dies mit neuem Punkteweltrekord. Es war das erste Mal, dass ein Punktrichter die Höchstnote 10,0 im neuen Bewertungssystem vergab.
Beim Grand-Prix-Finale reichte es jedoch erneut nur zur Bronzemedaille. Dazu kam, dass Aljona Savchenko während des Wettbewerbs eine Grippe bekam und das Paar somit nicht bei den deutschen Meisterschaften antreten konnte.
Die Europameisterschaft in Turin beendeten Savchenko und Szolkowy mit einer persönlichen Bestleistung von 211,72 Punkten. Dennoch reichte dies nicht zur Titelverteidigung. Die Russen Juko Kawaguti und Alexander Smirnow gewannen überraschend den Titel mit anderthalb Punkten Vorsprung.
Die zweiten Olympischen Spiele des Paares begannen in Vancouver mit einer persönlichen Bestleistung von 75,96 Punkten im Kurzprogramm. Dennoch brachte ihnen dies nicht den Sieg im Kurzprogramm, da die zurückgekehrten Chinesen Shen Xue und Zhao Hongbo mit 76,66 Punkten einen neuen Weltrekord aufstellten. Wegen eines verpatzten Doppelaxels von Szolkowy und eines nur zweifach gesprungenen Toeloops von Savchenko in der Kür fielen sie auch noch hinter das zweite chinesische Paar Pang Qing und Tong Jian zurück und gewannen somit die Bronzemedaille. Trainer Ingo Steuer kommentierte dies mit folgenden Worten: „Das Gold ist weg, alles andere ist egal. Ich bin sauer. Das ist so traurig, dass man das, was auf dem Tablett liegt, nicht genommen hat. Wir hätten es einfach machen müssen.“
Für seine öffentliche Kritik an seinen Eiskunstlaufschützlingen wurde Steuer in den Medien kritisiert.
Bei der Weltmeisterschaft gewannen Savchenko und Szolkowy die Silbermedaille hinter Pang Qing und Tong Jian.

### Saison 2010/2011

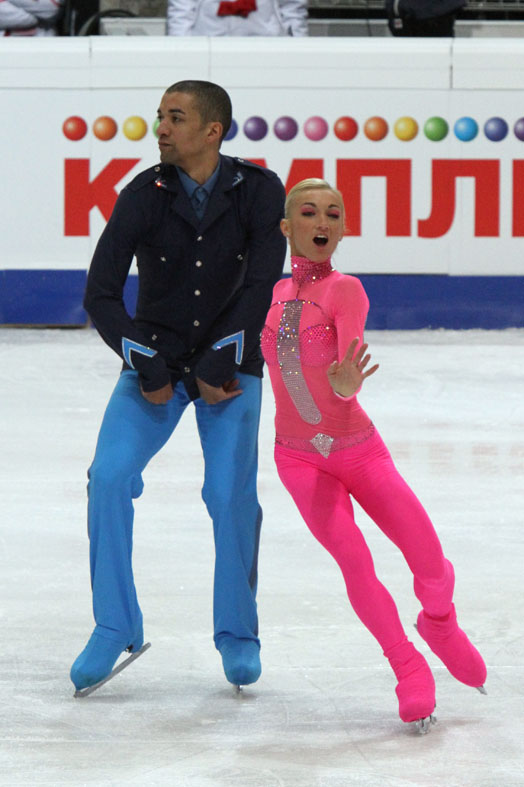
Savchenko und Szolkowy während ihrer Pink-Panther-Kür bei der EM 2011

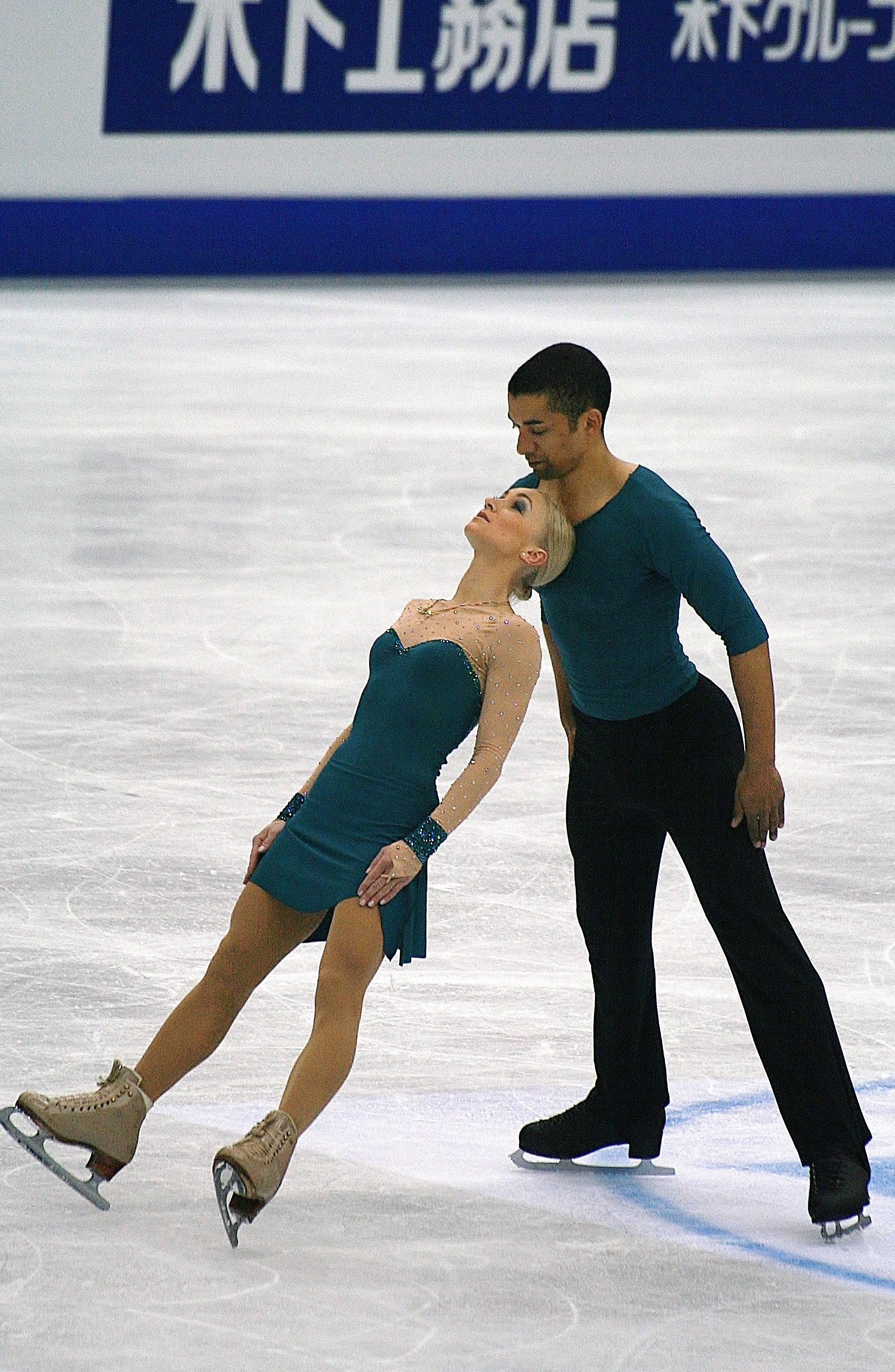
Savchenko und Szolkowy mit ihrer vielbeachteten Pina-Bausch-Kür bei der Weltmeisterschaft 2012

Nachdem sie in 15 Shows aufgetreten waren, begann für Savchenko und Szolkowy die Saison 2010/11 mit souveränen Siegen bei Skate America und der Trophée Eric Bompard. Auch das Grand-Prix-Finale konnten sie für sich entscheiden, zum zweiten Mal in ihrer Karriere. Dabei schien eine Teilnahme daran gefährdet, nachdem auf dem Rückflug von der Trophée Eric Bompard in Frankreich ihr Gepäck und damit auch die speziell auf sie abgestimmten Schlittschuhe verloren gegangen waren. Diese dürfen nicht im Handgepäck mitgeführt werden, da sie als potenzielle Waffen gelten. Ein paar Tage später wurden die Schlittschuhe von der Fluggesellschaft jedoch wieder aufgefunden.
Bei der Europameisterschaft in Bern holten sich Savchenko und Szolkowy ihren im vergangenen Jahr verlorenen EM-Titel von den Russen Kawaguti und Smirnow zurück.
Als Höhepunkt zum Abschluss der Saison stand nun die Weltmeisterschaft in Tokio an. Nach dem Erdbeben in Japan am 11. März 2011 und den dadurch verursachten schwerwiegenden Folgen (unter anderem der Nuklearkatastrophe von Fukushima) konnte die Weltmeisterschaft allerdings nicht wie geplant Ende März stattfinden. Savchenko und Szolkowy sowie deren Trainer Ingo Steuer gaben bekannt, sich angesichts der Katastrophe eine Teilnahme an einer möglichen Austragung in Japan nur schwer vorstellen zu können. Die ISU verlegte die Weltmeisterschaft jedoch nach Moskau, wo sie über einen Monat später stattfand. Ein Problem ergab sich nun daraus, dass die Eiszeit von Savchenko und Szolkowys Trainingshalle in Chemnitz auf Ende März begrenzt ist. Man fand jedoch eine Lösung, um die Halle bis Ostern nutzbar zu machen. Die daraus entstandenen Kosten, rund 40.000 Euro, teilten sich das Bundesinnenministerium, das sächsische Kultusministerium und die Stadt Chemnitz.
Bei der Weltmeisterschaft in Moskau schoben sich Savchenko und Szolkowy durch ihre sauber ausgeführte Kür zur Musik von „Der rosarote Panther“ vom zweiten auf den ersten Rang und gewannen damit zum dritten Mal den Weltmeistertitel, so oft wie kein anderes deutsches Paar in der Nachkriegsgeschichte. Sowohl die Punktzahl für die Kür, 144,87, als auch die Gesamtpunktzahl von 217,85 bedeuteten dabei einen neuen Weltrekord. Savchenko und Szolkowy gewannen somit alle Wettbewerbe in der Saison 2010/2011, bei denen sie angetreten waren.

### Saison 2011/2012
In der Saison 2011/12 gewannen Savchenko und Szolkowy nach 2007/08 und 2010/11 zum dritten Mal das Grand-Prix-Finale, diesmal vor dem russischen Paar Tatjana Wolossoschar und Maxim Trankow. Nach einem am 19. Januar 2012 erlittenen Muskelfaserriss im linken Oberschenkel Savchenkos konnte das Paar trotz bereits erfolgter Anreise nicht an der Ende Januar stattfindenden Europameisterschaft in Sheffield teilnehmen und seinen Titel verteidigen. Dieser ging an die Russen Wolossoschar/Trankow. Ende März 2012 konnte das deutsche Eiskunstlaufpaar jedoch an der Weltmeisterschaft in Nizza teilnehmen. Bereits nach dem Kurzprogramm, in dem Savchenko und Szolkowy zum ersten Mal erfolgreich einen dreifachen Wurfaxel gezeigt hatten, übernahmen sie die Führung. Diese gaben sie auch nach ihrer neuartigen Kür, die vom Tanztheater Pina Bauschs inspiriert worden war und trotz zweier größerer Fehler nicht ab und errangen mit einem äußerst knappen Vorsprung von 0,11 Punkten vor ihren russischen Rivalen, zum vierten Mal den Weltmeistertitel. Damit stellten sie den deutschen Titelrekord von Maxi Herber und Ernst Baier ein, die im Zeitraum von 1936 bis 1939 ebenfalls viermal bei Weltmeisterschaften gewannen. In der Paarlaufgeschichte waren lediglich Irina Rodnina und Alexander Saizew (sechs Titel) öfter siegreich bei Weltmeisterschaften.

### Saison 2012/2013
Die Saison 2012/13 begann mit einem Sieg bei Skate Canada, obwohl Szolkowy grippegeschwächt angetreten war. Die Teilnahme an der Trophée Eric Bompard mussten Savchenko und Szolkowy allerdings aufgrund der Erkrankung, die sich zu einer Nebenhöhlenentzündung entwickelt hatte, absagen und konnten sich somit nicht für das Grand-Prix-Finale qualifizieren.
Kritik ernteten Savchenko und Szolkowy schon früh in der Saison für die Auswahl ihrer Musik, des im Eiskunstlauf häufig verwendeten Boléro und ihrer allzu farbenfrohen Kostüme, die ein Designerstudio in Chemnitz entworfen hatte.
Eine gute Nachricht zu Saisonbeginn dagegen war die Unterzeichnung eines dreijährigen Vertrages mit dem ersten Großsponsor ihrer Karriere, dem Investment-Unternehmen ThomasLloyd in Berlin. Szolkowy kommentierte: „Zu wissen, dass wir uns auf das Training und den Wettkampf allein konzentrieren können, ist ein gutes Gefühl. Wir müssen uns jetzt nicht zwingend jeden Monat um die Finanzen kümmern.“
Bei der Europameisterschaft in Zagreb und der Weltmeisterschaft im kanadischen London mussten sich Savchenko und Szolkowy mit der Silbermedaille hinter ihren Konkurrenten Tatjana Wolossoschar und Maxim Trankow zufriedengeben. Dabei verloren sie auch ihre Punkteweltrekorde in Kür und Gesamtleistung an die Russen.

### Saison 2013/2014
Die olympische Saison begann für das Chemnitzer Eiskunstlaufpaar vielversprechend, mit Siegen bei beiden ihrer Grand-Prix-Wettbewerbe, dem Cup of China und dem Cup of Russia. Es waren die Siege Nummer 13 und 14 bei Grand-Prix-Wettbewerben. Den Cup of China gewannen Savchenko und Szolkowy zum ersten Mal. Damit komplettierten sie ihre Goldmedaillensammlung bei den sechs Grand-Prix-Wettbewerben, als erst zweites Paar in der Geschichte nach Shen Xue und Zhao Hongbo. Es war außerdem das neunte Jahr in Folge, in dem Savchenko und Szolkowy mindestens einen Grand-Prix für sich entscheiden konnten. Beim Grand-Prix-Finale konnten die Deutschen durch eine persönliche Bestleistung in der Kür von 227,03 Punkten ihre großen Konkurrenten Tatjana Wolossoschar und Maxim Trankow besiegen. Es war der insgesamt vierte Sieg ihrer Karriere beim Grand-Prix-Finale.

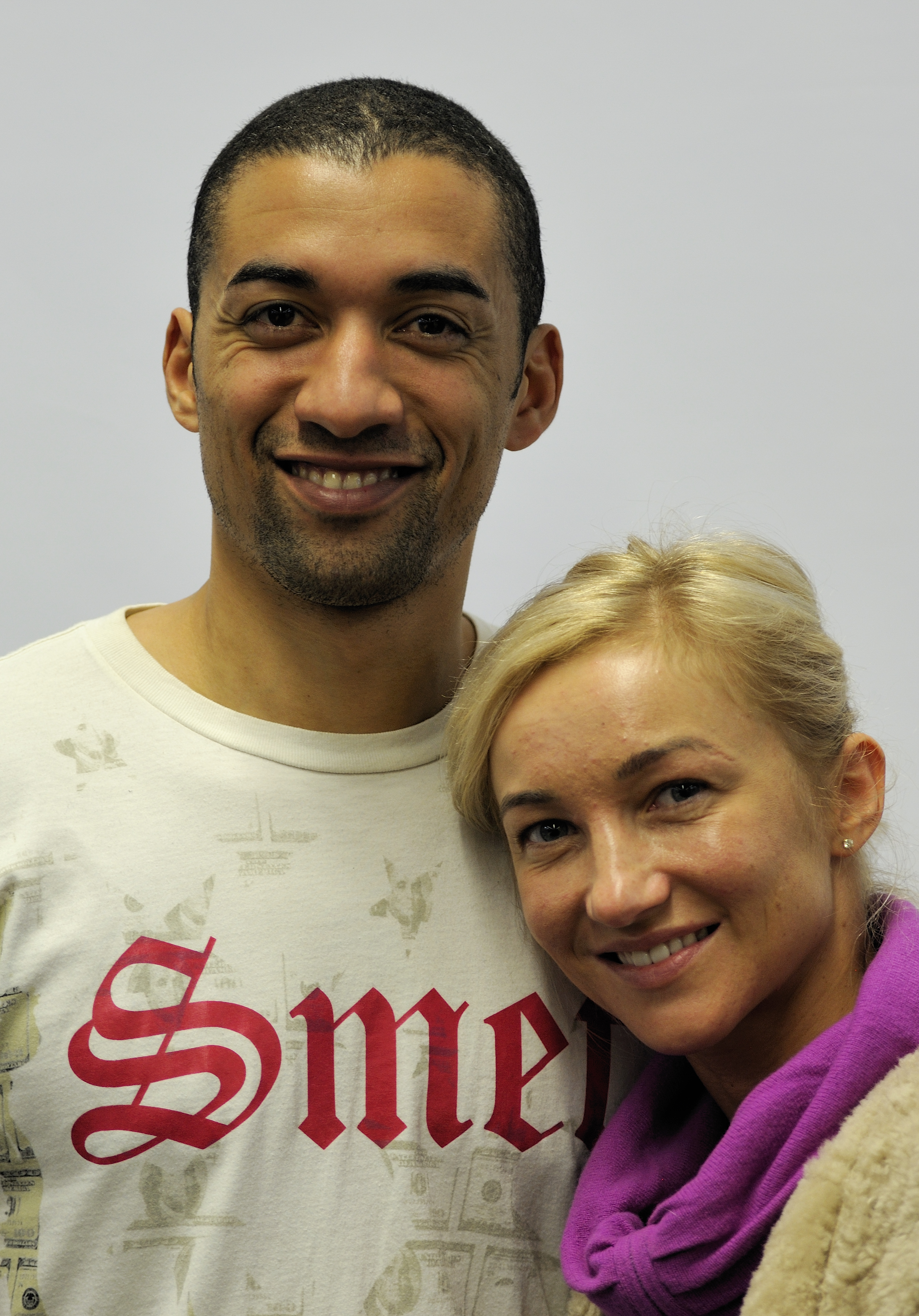
Savchenko/Szolkowy bei der Einkleidung der deutschen Olympiamannschaft

Die Europameisterschaft in Budapest musste das Eiskunstlaufpaar nach dem Kurzprogramm aufgrund eines viralen Infektes der oberen Atemwege bei Aljona Savchenko absagen.
Ihre dritten Olympischen Spiele beendeten Savchenko und Szolkowy in Sotschi nach Fehlern in der Kür, wie schon vier Jahre zuvor, lediglich auf dem Bronzerang. Das deutsche Paar hatte in dieser Kür alles riskieren müssen, da es bereits trotz einer persönlichen Bestleistung von 79,64 Punkten im Kurzprogramm gegen seine russischen Konkurrenten aufgrund der Wertung der Punktrichter ins Hintertreffen geraten war. Frenetisch angefeuert vom Publikum nutzten Tatjana Wolossoschar und Maxim Trankow ihren Heimvorteil und siegten vor ihren russischen Landsleuten Xenija Stolbowa und Fjodor Klimow. Für das Erringen der Bronzemedaille wurden sie am 8. Mai 2014 von Bundespräsident Joachim Gauck mit dem Silbernen Lorbeerblatt ausgezeichnet.
Beim letzten gemeinsamen Wettbewerb ihrer Wettkampfkarriere, der Weltmeisterschaft im japanischen Saitama, gewannen Aljona Savchenko und Robin Szolkowy die Goldmedaille vor dem russischen Duo Stolbowa/Klimow und dem kanadischen Paar Duhamel/Radford. Es war der insgesamt fünfte Titel des deutschen Eiskunstlaufpaares bei Weltmeisterschaften. Mehr Titel in der Geschichte schafften nur Irina Rodnina und Alexander Saizew (6).
Szolkowy hatte bereits einige Zeit vorher bekannt gegeben, seine Karriere nach der Weltmeisterschaft zu beenden. Er begründete dies folgendermaßen: „Mein Körper sendet klare Signale. Mit der Schnellkraft und den Sprüngen tue ich mich schwerer als noch vor ein paar Jahren.“

## Karriere als Trainer und Funktionär
Im September 2014 gab Szolkowy bekannt, künftig im Eiskunstlaufteam um die russische Trainerin Nina Moser als Nachwuchstrainer zu arbeiten. Er begründete dies damit, dass er so auch nach seinem Karriereende noch im Spitzensport tätig sein könne; mit der Deutschen Eislauf-Union (DEU) hätten zwar Gespräche über seine berufliche Zukunft stattgefunden, diese hätten aber zu keinem Ergebnis geführt. Im März 2015 wurde Szolkowy dann doch von der DEU als Leiter eines Projektes zur Koordination des Paarlaufs an allen deutschen Trainingszentren eingesetzt.
Am 16. September 2015 wurde er einstimmig zum 1. Vorsitzenden des Chemnitzer Eislauf-Clubs (CEC) gewählt. Wegen seines Umzugs in die Vereinigten Staaten im Frühjahr 2019 hat er die Funktion inzwischen wieder aufgegeben. Er lebt mit seiner Familie in Irvine in Kalifornien, wo er als Trainer arbeitet. Er trainierte unter anderem das russische Paar Jewgenija Tarassowa/Wladimir Morosow und das israelische Paar Hailey Kops/Evgeni Krasnopolski. Aktuell trainiert er gemeinsam mit Ingo Steuer das deutsche Paar Letizia Roscher/Luis Schuster.

## Familie
Am 1. August 2014 hat Szolkowy die Schweizerin Romy Born, mit der er schon fünf Jahre zusammen war, in Chemnitz geheiratet. Im September 2015 wurden sie Eltern eines Sohnes.

## Ehrungen
Bis 2013 wurde das Eislaufpaar Aljona Savchenko/Robin Szolkowy insgesamt achtmal mit dem Chemmy, der Auszeichnung für die beste Mannschaft des Jahres von Chemnitz, ausgezeichnet.
Außerdem wurde er am 5. Mai 2014 durch Verleihung des Silbernen Lorbeerblattes geehrt.

## Ergebnisse

### Paarlauf
(mit Aljona Savchenko)
| Meisterschaft / Jahr           | 2004    | 2005    | 2006    | 2007    | 2008    | 2009    | 2010    | 2011    | 2012    | 2013    | 2014    |
| ------------------------------ | ------- | ------- | ------- | ------- | ------- | ------- | ------- | ------- | ------- | ------- | ------- |
| Olympische Winterspiele        |         |         | 6.      |         |         |         | 3.      |         |         |         | 3.      |
| Weltmeisterschaften            |         | 6.      | 6.      | 3.      | 1.      | 1.      | 2.      | 1.      | 1.      | 2.      | 1.      |
| Europameisterschaften          |         | 4.      | 2.      | 1.      | 1.      | 1.      | 2.      | 1.      | Z       | 2.      | Z       |
| Deutsche Meisterschaften       | 1.      | 1.      | 1.      | 1.      | 1.      | 1.      | —       | 1.      | —       |         | 1.      |
|                                |         |         |         |         |         |         |         |         |         |         |         |
| Grand-Prix-Wettbewerb / Saison | 2003/04 | 2004/05 | 2005/06 | 2006/07 | 2007/08 | 2008/09 | 2009/10 | 2010/11 | 2011/12 | 2012/13 | 2013/14 |
| Grand-Prix-Finale              |         |         | 3.      | 2.      | 1.      | 3.      | 3.      | 1.      | 1.      |         | 1.      |
| Skate America                  |         |         |         |         |         | 1.      |         | 1.      | 1.      |         |         |
| Skate Canada                   |         |         | 1.      |         | 1.      |         | 1.      |         |         | 1.      |         |
| Cup of Russia                  |         | 3.      |         | 1.      | 2.      |         |         |         | 1.      |         | 1.      |
| Trophée Eric Bompard           |         |         |         |         |         | 1.      | 3.      | 1.      |         |         |         |
| NHK Trophy                     |         |         | 2.      |         | 1.      |         |         |         | 3.      |         |         |
| Cup of China                   |         |         |         | 3.      |         |         |         |         |         |         | 1.      |

(mit Claudia Rauschenbach)
| Meisterschaft / Jahr        | 2000 | 2001 |
| --------------------------- | ---- | ---- |
| Juniorenweltmeisterschaften | 10.  | 9.   |
| Deutsche Meisterschaften    |      | 1.   |

Andere Wettbewerbe
- 1998 – 8. Rang* – Pokal der Blauen Schwerter, Chemnitz
- 1998 – 6. Rang* – Hungarian Trophy, Budapest
- 1998 – 4. Rang* – Junioren-Grand-Prix, Den Haag
- 1999 – 5. Rang* – Salchow Trophy, Stockholm
- 2000 – 6. Rang* – Pokal der Blauen Schwerter, Chemnitz
- 2000 – 7. Rang* – Junioren-Grand-Prix, Danzig
- 2003 – 2. Rang – Deutsche Meisterschaften, mit der Formation Skating Mystery
- 2004 – 1. Rang – Ondrej-Nepela-Memorial, Bratislava
- 2004 – 3. Rang – Nebelhorn Trophy
- 2005 – 1. Rang – Ondrej-Nepela-Memorial
- 2005 – 1. Rang – Nebelhorn Trophy
- 2007 – 1. Rang – Nebelhorn Trophy
- 2008 – 1. Rang – Nebelhorn Trophy
- 2009 – 1. Rang – Nebelhorn Trophy
- 2012 – 1. Rang – NRW Trophy

Legende: * = mit Claudia Rauschenbach
Z = Zurückgezogen

## Programme
| Saison  | Kurzprogramm | Kür | Schaulaufen |
| ------- | --- | --- | --- |

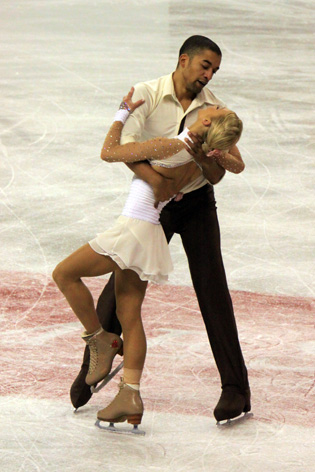
Savchenko und Szolkowy bei der Kür zu Out of Africa, Skate Canada 2009

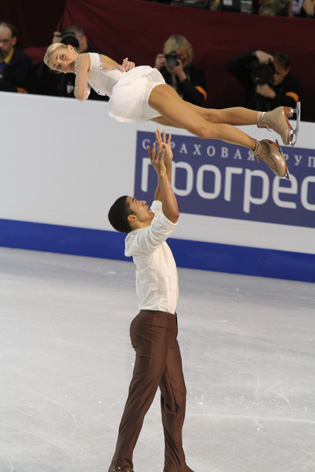
Savchenko und Szolkowy bei der EM 2010

| 2013/14 | The Pink Panther von Christophe Beck, Henry Mancini choreografiert von Ingo Steuer & David Wilson When Winter Comes von André Rieu choreografiert von Ingo Steuer & David Wilson | Der Nussknacker von Pjotr Iljitsch Tschaikowski choreografiert von Ingo Steuer & David Wilson                                                                                 | Suit & Tie von Justin Timberlake |
| 2012/13 | Kismet von Bond choreografiert von Ingo Steuer | Flamenco Bolero von Gustavo Montesano choreografiert von Ingo Steuer | Happy von Leona Lewis choreografiert von Ingo Steuer |
| 2011/12 | Angels & Demons von Hans Zimmer choreografiert von Ingo Steuer | Pina von Thomas Hanreich choreografiert von Ingo Steuer | Hungriges Herz gespielt von Scala & Kolacny Brothers choreografiert von Ingo Steuer Autumn Moon on a Calm Lake von Lang Lang choreografiert von Ingo Steuer Diversity von Emily Bear choreografiert von Ingo Steuer If You Don't Know Me by Now gespielt von Mick Hucknall choreografiert von Ingo Steuer |
| 2010/11 | Korobushka (Russische Volksmusik) gespielt von Bond choreografiert von Ingo Steuer                                                                                               | The Pink Panther von Christophe Beck, Henry Mancini choreografiert von Ingo Steuer                                                                                            | You'll Never Be Alone von Anastacia choreografiert von Ingo Steuer Barbie Girl von Aqua choreografiert von Ingo Steuer Gee von Girls’ Generation choreografiert von Ingo Steuer |
| 2009/10 | Send In The Clowns (aus A Little Night Music) von Stephen Sondheim gespielt von Danny Wright choreografiert von Ingo Steuer                                                      | Out of Africa von John Barry choreografiert von Ingo Steuer You’ll Never Walk Alone (aus Carousel) von Richard Rodgers gespielt von André Rieu choreografiert von Ingo Steuer | Somewhere (aus West Side Story) von Stephen Sondheim choreografiert von Ingo Steuer Bad Day von Daniel Powter choreografiert von Ingo Steuer Leningrad von Chris de Burgh choreografiert von Ingo Steuer Fascination von Alphabeat choreografiert von Ingo Steuer                                         |
| 2008/09 | Lost in Space von Apollo 440 choreografiert von Ingo Steuer | Schindlers Liste von John Williams Adagio von Remo Giazotto, Tomaso Albinoni choreografiert von Ingo Steuer                                                                   | We’ve Got Tonight von Kenny Rogers, Sheena Easton choreografiert von Ingo Steuer Pie Jesu von Sarah Brightman gespielt Anna Maria Kaufmann choreografiert von Ingo Steuer Leningrad von Chris de Burgh choreografiert von Ingo Steuer                                                                     |
| 2007/08 | Asoka – Der Weg des Kriegers von Anu Malik choreografiert von Ingo Steuer | L'Oiseau aus Cirque du Soleil von René Dupéré choreografiert von Ingo Steuer                                                                                                  | Leningrad von Chris de Burgh choreografiert von Ingo Steuer Nella Fantasia von Il Divo choreografiert von Ingo Steuer Titanic von James Horner choreografiert von Ingo Steuer Feeling Good von Michael Bublé choreografiert von Ingo Steuer                                                               |
| 2006/07 | Irgendwann in Mexico von Brian Setzer choreografiert von Ingo Steuer | The Mission von Ennio Morricone choreografiert von Ingo Steuer | Feeling Good von Michael Bublé choreografiert von Ingo Steuer Somewhere (aus West Side Story) von Stephen Sondheim, Leonard Bernstein choreografiert von Ingo Steuer |
| 2005/06 | Souvenir De Chine von Jean-Michel Jarre choreografiert von Ingo Steuer | 1492: Conquest of Paradise von Vangelis choreografiert von Ingo Steuer | Hey Ya! von OutKast choreografiert von Ingo Steuer Belle (aus Notre-Dame de Paris) von Garou, Daniel Lavoie, Patrick Fiori choreografiert von Ingo Steuer |
| 2004/05 | Isolde von Maurice Luttikkus gespielt von Rondo Veneziano choreografiert von Ingo Steuer                                                                                         | Casablanca von Max Steiner choreografiert von Ingo Steuer | Belle (aus Notre-Dame de Paris) von Garou, Daniel Lavoie, Patrick Fiori gespielt von Smash choreografiert von Ingo Steuer |